# Sains-lès-Pernes
Sains-lès-Pernes är en kommun i departementet Pas-de-Calais i regionen Hauts-de-France i norra Frankrike. Kommunen ligger i kantonen Heuchin som tillhör arrondissementet Arras. År 2022 hade Sains-lès-Pernes 303 invånare.

## Befolkningsutveckling
Antalet invånare i kommunen Sains-lès-Pernes
| Referens: INSEE |